# 乌小青自杀案
乌小青自杀案指重庆市高级人民法院执行局局长乌小青于2009年11月28日在重庆市第二看守所自缢身亡的案件。由于乌小青是重庆市委书记薄熙来主政期间开展的重庆打黑除恶专项行动中首位自杀的法官，案件引发了相当大的关注。

## 背景
乌小青曾是重庆市高级人民法院法官进修学院院长、审判委员会委员。消息指，乌小青曾利用情妇胡燕瑜的律师身份，捞取大量的律师诉讼费，其中仅重庆某银行申请执行一案的诉讼费便高达4000万元。
2009年4月，央视新闻曝光“奥妮土地拍卖案”，案中人物乌小青、张弢勾结重庆黑势力团伙，向当地“三工场”65亩地的持有者重庆化妆品厂和奥妮化妆品有限公司施压，从而用低价将原本价值一两亿的土地，判给了有黑社会背景中粮集团旗下地产公司“中粮鹏利”。
案件曝光后，乌小青于2009年7月中因涉嫌借司法拍卖中的“潜规则”，牟取不正当利益被双规，同年9月因因涉嫌收受贿赂和巨额财产来源不明，被移送司法机关处理，关押在重庆市第二看守所。经此前的审查，乌小青曾于1998年到2008年先后索取、收受多人贿赂共计人民币357.5万元、港币10万元，涉嫌受贿犯罪，另有518万元人民币不能说明合法来源，涉嫌巨额财产来源不明犯罪。

## 经过
2009年11月28日12时31分，乌小青在监舍留下遗书后，趁着同监舍羁押人员午睡，用棉毛裤裤腰绳在内监门处上吊自杀。同监舍人员于13时12分发现乌自杀后报警，看守所值班民警和医生前往施救，随后将乌送到医院。15时40分，医院宣布乌小青抢救无效死亡。

## 疑点
然而，乌小青的弟弟乌小顺观看案发当天监舍内的监控录像，指出画面中的乌小青在12点31分之前还有活动，到了12点31分之后便消失。到了41分钟后的13点12分，才出现了同监舍的四个人在打铃通知监管人员，认为无法证明自杀时间为12点31分。乌小顺又指出，如果乌小青打算刻意逃避监控自杀，按道理应该选择更不容易被人发觉晚上，而乌小青选择午餐时间段自杀确实可疑。他表示，人非正常死亡之前通常会挣扎，会发出声响，质疑为什么没人听见异响。另外，评论员苏北山指出乌小青的“遗书”和自杀所用的棉毛裤也存在疑点。他认为自杀遗书可能被用来伪造自杀的迹象，指乌小青如果要用棉毛裤绳自杀，绳子的质量必须非常结实。此外，乌小青的案件牵涉到黑恶势力，有观点质疑乌小青可能“被自杀”。

## 后续
案件发生后，两名看守的值班干警已被隔离调查。2009年12月，重庆市政府新闻办公室表示案件相关责任人的责任认定和处理工作正在按相关程序进行。
乌小青的自杀对同案人员张弢的调查造成了困难。最终，2011年1月25日，遵义市中级法院作出一审判决，以受贿及纵容黑社会性质组织两项罪名，判处张弢死刑，缓期两年执行，其犯罪所得赃款近903万元予以追缴。